# 교육조서
교육조서(敎育詔書) 혹은 교육입국조서(敎育立國詔書)라고 불리는데, 2차 갑오개혁 중 1895년 2월 2일, 고종이 발표한 교육에 관련된 특별 조서를 말한다.

## 개요
1894년 동학농민운동이후, 조선정부에서는 교육을 근대화하려는 움직임이 있었다.  그해 7월, 예부를 폐지하고 근대적인 교육행정기관인 학무아문을 설치했다.  다음 해 1895년 2월이 되자, 고종은 교육에 관련된 특별조서를 발표하게 되는데, 이것이 교육조서 혹은 교육입국조서라 불리는것을 발표한다.
이 조서의 주내용은 교육의 중요성을 강조하면서 전통적인 도덕교육에 지식교육과 체육교육을 새롭게 첨가하여 교육의 근대화를 이루어야 한다는 이른바 '구본신참'의 주내용이다. 하지만 근본적으로는 전통적인 가치관을 개혁하는 내용이 아닌, 1890년 일본 제국의 메이지가 발표한 교육에 관한 칙어와 마찬가지로 봉건적인 주장이 담겨 있었다는 것이 한계다.
이 조서내에서 주요한 내용들은 다음과 같다.

1. 세계의 형세를 보건대 부강한 나라는 모두 백성의 지식 수준이 발달하였으니, 지식을 깨우치는 것은 교육의 선미(善美)이고 교육은 실로 국가를 보존하는 근본이다.
2. 교육은 그 길이 있는 것이니 헛이름과 실용을 분별해서 실용에 힘쓰고, 독서나 습자로 옛사람의 찌꺼기나 줍고 시세에 어두워서는 안된다.
3. ① 오륜의 행실을 닦는 덕양(德養), ② 체력을 기르는 체양(體養), ③ 격물치지(格物致知)의 지양(智養)을 교육의 3대 강령으로 삼는다.
4. 널리 학교를 세우고 인재를 기르겠다.

고종이 교육조서를 발표한이후, 조선정부는 이뜻에 따라 4월에 최초의 현대식 학교법규라 할 수 있는 한성사범학교 관제를 설립하였다. 이어서 1904년까지 외국어학교 관제, 성균관 관제, 소학교령, 한성사범학교 규칙, 소학교 규칙대강, 보조공립학교 규칙, 의학교 관제, 중학교 관제, 외국어 학교 규칙, 농상공학교 규칙이 공포되어, 이들 관제에 해당하는 관립학교가 설립되었다.

## 같이 보기
- 갑오개혁
- 을미개혁
- 한국 근대의 교육
- 국민교육헌장